# 王建沂
王建沂（1963年—），汉族，中华人民共和国政治人物，第十一届、第十二届、第十三届全国政协委员。

## 生平
加入中国农工民主党，担任农工党中央委员、浙江省工商联副主席、富通集团有限公司董事长。2008年，当选第十一届全国政协委员，代表经济界，分入第三十五组。并担任社会和法制委员会专委。2018年1月，当选第十三届全国政协委员。